# 有為法
有為法，佛教術語，指會隨因緣而出現、變化及消失的法，故也叫缘起法。與無為法共同構成一切法的兩大分類。

## 字源
“為”的梵语，字面為「聚集一起、建立、形成、完成」等，可理解为“有行为”；擁有「為」這個特性的法，稱有為法。

## 概論
有為法指的是由五蘊形成的法。有為法的特徵──有為相（梵語：saṁskrta-lakṣana，巴利語：saṅkhata-lakkhaṇa），在說一切有部是具備生jāti、住sthiti、異jarā、滅anityatā四相，在南傳上座部是生uppāda、住ṭhiti、滅bhaṅga三相，換言之，一切有為法具備無常這個共相，從生起、住立至衰敗、壞滅。
一切有部將有為法又分成色、心、心所與不相應行四者。
有为法依不同部派或宗派，有不同的分类。

### 三有為法
三有為法，指色法、心法（心心所法）與非色非心法（心不相應行法），又稱三聚法。

### 说一切有部
说一切有部立四大类共七十二种有为法：
1. 色法，11種。
2. 心法，1種。
3. 心所，46種。
4. 心不相应行，14種。

### 唯识宗
法相唯识宗以五位百法前九十四种法爲有為法，後六種爲無為法。